# 岩倉広雅
岩倉 広雅（いわくら ひろまさ）は、江戸時代中期の廷臣。父は植松賞雅。養父は岩倉尚具。養子に岩倉具選。

## 経歴
兄尚具から家督を譲られて岩倉家の当主となる。桃園天皇時代の朝廷に勤仕し、従四位下・治部権大輔まで昇ったが、明和6年（1769年）に卒去。享年24。
柳原光綱の子具選が養子となり、岩倉家の名跡を継いだ。

## 系譜
- 父：植松賞雅
- 母：不詳
- 養父：岩倉尚具（実兄）
- 妻：不詳
  - 養子：岩倉具選（実父は柳原光綱）